# 파이티티
파이티티(영어: Paititi)는 대한민국의 주얼리 브랜드이다. 클래식한 디자인을 모던하게 재해석해 일상에서 편안하게 착용할 수 있도록 하는 것이 주얼리 디자인의 모티브이다.